# Nombres primers de Gauss

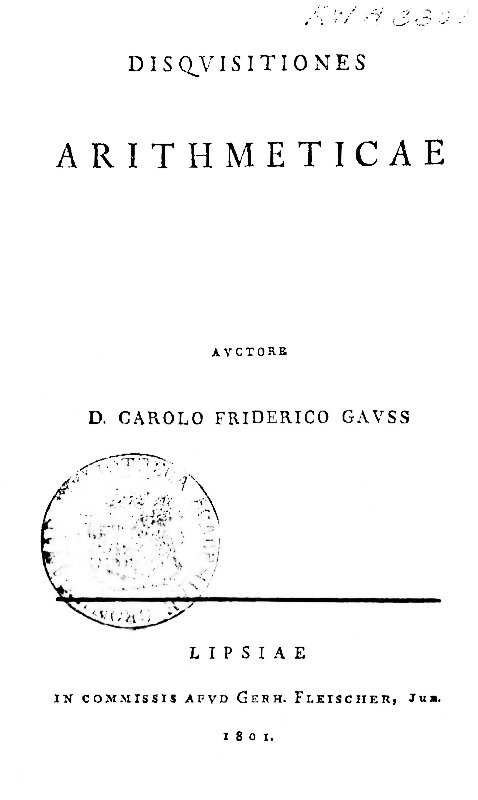
Obra que tracta els enters de Gauss 1801.

En matemàtiques i més precisament en àlgebra, un nombre primer de Gauss és una noció de teoria algebraica dels nombres relacionada amb els enters de Gauss.
Un nombre primer de Gauss correspon al concepte de nombre primer a l'anell dels enters de Gauss.
Els nombres primers de Gauss es fan servir per a la resolució d'equacions diofàntiques com el teorema dels dos quadrats de Fermat o per establir resultats teòrics com la llei de reciprocitat quadràtica.

## Motivació
El 1801 al seu llibre Recerques aritmètiques Carl Friedrich Gauss desenvolupà l'aritmètica sobre altres anells diferents del dels enters. Va fer servir en particular l'anell dels polinomis amb coeficients en un cos i el conjunt dels enters que porten el seu nom. Un enter de Gauss és un nombre complex tal que les seves parts real i imaginària són enteres.
El conjunt dels enters de Gauss és un anell euclidià i, per tant, és un anell factorial. Sobre aquest conjunt es desenvolupa una aritmètica modular, de forma anàloga a la de l'anell Z/nZ. Un coneixement fi de la seva estructura requereix la comprensió dels nombres primers de Gauss. Amb aquesta estructura també s'aplica el teorema fonamental de l'aritmètica.

## Definició i exemples
- Un enter de Gauss s'anomena nombre primer de Gauss o irreductible si, i només si, els únics divisors d'aquest enter són les unitats o el producte del nombre per una unitat.

Al primer cop d'ull és una mica desconcertant. Certs nombres primer en Z no són pas nombres primers de Gauss: 
En canvi, 2 + i o 3 són irreductibles. És relativament senzill caracteritzar els nombres primers de Gauss. És el que es farà en la propera secció.

## Propietats
Una noció útil per a l'anàlisi dels enters de Gauss és la norma aritmètica. Es defineix com la suma dels quadrats de les seves parts real i imaginària. Té valor en el conjunt dels enters positius i és multiplicativa: dos enters qualsevol x i y verifiquen la igualtat N(x.y) = N(x).N(y). La figura de dreta il·lustra aquesta propietat. La norma s'indica pel cercle blau, en l'exemple la norma de x és igual a dos, la de y cinc i el producte té una norma de deu.
Algunes proposicions permeten caracteritzar els enters irreductibles:
- Si la norma d'un enter de Gauss és igual a un nombre primer, llavors és un nombre primer de Gauss.

En efecte, si u i v són dos divisors d'un enter de Gauss a, llavors N(a) = N(u).N(v). En conseqüència com que la norma de a és un nombre primer, o bé u o bé v ha de tenir una norma igual a 1.
El recíproc no és cert, per exemple 3 és un enter de Gauss sense divisor diferent d'ell mateix i 1 al grup de les unitats, tanmateix la seva norma és igual a 9.
Existeix una condició necessària i suficient senzilla per caracteritzar els nombres primers de Gauss:
- Un nombre natural és primer (o irreductible) en el sentit dels enters de Gauss si i només si no és suma de dos quadrats.

Aquesta condició permet caracteritzar amb precisió els nombres irreductibles:
- Un enter de Gauss és irreductible si i només si es dona una de les dues configuracions següents:

la seva norma és un nombre primer i aquest nombre primer és congruent amb 1 mòdul 4;
la seva norma és el quadrat d'un nombre primer congruent amb 3 mòdul 4 i en aquest cas, o la seva part real, o la seva part imaginària és nul·la.